# Titularbistum Rhodiapolis
Rhodiapolis (ital.: Rodiapoli) ist ein Titularbistum der römisch-katholischen Kirche.
Es hat seinen Ursprung in einem antiken Bischofssitz der gleichnamigen Stadt (Rhodiapolis). Das Bistum war ein Suffraganbistum des Erzbistums Myra und lag in Lykien (heute Türkei).
| Titularbischöfe von Rhodiapolis |                                           |                                                                                       |                   |                    |
| Nr.                             | Name                                      | Amt                                                                                   | von               | bis                |
| 1                               | Louis de Thomassin                        | Koadjutorbischof von Vence (Frankreich)                                               | 14. Dezember 1671 | 17. April 1672     |
| 2                               | Maximilian Heinrich von Weichs zu Rösberg | Weihbischof in Hildesheim (Deutschland)                                               | 1. Oktober 1703   | 20. September 1723 |
| 3                               | Franz Kaspar von Franken-Siersdorf        | Weihbischof in Köln (Deutschland)                                                     | 12. Juni 1724     | 6. Februar 1770    |
| 4                               | Joseph Vitus Burg                         | Weihbischof in Freiburg im Breisgau (Deutschland)                                     | 28. Januar 1828   | 29. September 1829 |
| 5                               | Andreas Räß                               | Koadjutorbischof von Straßburg (Frankreich)                                           | 14. Dezember 1840 | 27. August 1842    |
| 6                               | Tadeusz Łubieński                         | Weihbischof in Włocławek (Polen)                                                      | 25. Januar 1841   | 1861               |
| 7                               | Nicholas Conaty                           | Koadjutorbischof von Kilmore (Irland)                                                 | 11. März 1863     | 11. April 1865     |
| 8                               | Robert William Willson                    | emeritierter Bischof von Hobart (Australien)                                          | 16. Februar 1866  | 30. Juni 1866      |
| 9                               | Paul Tosi OFMCap                          | Apostolischer Vikar von Patna / Apostolischer Vikar von Punjab (Indien)               | 3. März 1868      | 3. Juni 1901       |
| 10                              | Vincenzo Palunko                          | Weihbischof in Split (Kroatien)                                                       | 16. Juni 1904     | 2. April 1921      |
| 11                              | Joseph Casimir Plagens                    | Weihbischof in Detroit (USA)                                                          | 22. Mai 1924      | 16. November 1935  |
| 12                              | Jean-Louis-Antoine-Joseph Coudert OMI     | Apostolischer Koadjutorvikar der Apostolischen Präfektur Yukon-Prince Rupert (Kanada) | 27. Januar 1936   | 15. November 1965  |